# Sociologisme
Au sens le plus général, le sociologisme peut être compris comme une explication, une expression, une notion désignant une réduction dans l'explication d'un phénomène à certains facteurs sociaux.
A l'instar de Philippe Val, certains libéraux ont notamment tendance à associer dans des échanges politiques le sociologisme à une « dérive scientifique liée aux sciences sociales qui exonère les individus de leurs responsabilités en attribuant celle-ci au "système" ». L'article suscité de C. Lemieux illustre la faible adhésion de la communauté scientifique à ces considérations.
Pour Raymond Boudon, le terme est employé pour dénoncer "un ensemble de propositions fausses, largement acceptées parce qu'elle correspondent à l'air du temps". D'autres auteurs ont pris part à ce type d'échange au sein et en dehors du monde académique. Cette acception n'épuise pas cependant le sens général. On peut en outre dire d'une explication qu'elle procède d'une forme de sociologisme lorsqu'elle néglige d'autres facteurs ou d'autres disciplines par exemple.
La notion est aussi employée dans la critique marxienne qui voit en elle un synonyme de réduction phénoménologique par opposition à une approche catégorielle.